# Millennium (album d'Earth, Wind and Fire)
Pour les articles homonymes, voir Millennium.
Albums de Earth, Wind & Fire
Heritage
(1990) In the Name of Love
(1997)
Singles
1. Spend the Night
Sortie : 1993
2. Sunday Morning
Sortie : 1993
3. Two Hearts
Sortie : 1993

Millennium est le seizième album studio du groupe américain Earth, Wind and Fire, sorti le 14 septembre 1993 chez Reprise Records. 
L'album a notamment atteint la 8e place du classement Billboard Top R&B Albums et la 39e place du classement Billboard 200 aux États-Unis. Millennium a également été certifié disque d'or au Japon par l'Association de l'industrie du disque du Japon (RIAJ). Le deuxième single de l'album, Sunday Morning, a été nommé aux Grammy Awards dans la catégorie « meilleure prestation vocale R&B par un duo ou un groupe ».

## Contenu et description
L'album Millennium marque la fin du contrat d'Earth, Wind and Fire avec Warner Bros. Records après 21 ans d'albums parus sous ce label. Millennium a été produit par Maurice White, le fondateur et batteur du groupe. 
Des artistes tels que Prince et Ronnie Laws figurent sur l'album.

## Liste des titres
| No  | Titre                             | Auteur                                                   | Durée |
| --- | --------------------------------- | -------------------------------------------------------- | ----- |
| 1.  | Even If You Wonder                | - Nicky Brown - Jeffrey Cohen - Jon Lind - Maurice White | 4:38  |
| 2.  | Sunday Morning                    | - Sheldon Reynolds - White - Allee Willis                | 4:39  |
| 3.  | Blood Brothers                    | - Brown - Lind - Brock Walsh - White                     | 5:23  |
| 4.  | Kalimba Interlude                 | White                                                    | 0:31  |
| 5.  | Spend the Night                   | Dawn Thomas                                              | 4:24  |
| 6.  | Divine                            | - Philip Bailey - Ken Barken - Roxanne Seeman            | 4:33  |
| 7.  | Two Hearts                        | - Burt Bacharach - Bailey - White                        | 5:06  |
| 8.  | Honor the Magic                   | - Freddie Ravel - White                                  | 3:05  |
| 9.  | Love Is the Greatest Story        | - Faye Freenberg - David Lawrence - White                | 4:38  |
| 10. | The "L" Word"                     | - Nicky Brown - Lind - White - Willis                    | 4:34  |
| 11. | Just Another Lonely Night         | Linda Stokes, Michael Stokes                             | 4:38  |
| 12. | Super Hero                        | Prince                                                   | 4:10  |
| 13. | Wouldn't Change a Thing About You | Philip Bailey, Frankie Blue                              | 4:47  |
| 14. | Love Across the Wire              | - Bailey - Thom Bell - White                             | 3:34  |
| 15. | Chicago (Chi-Town) Blues          | - Brown - Lind - Walsh - White                           | 4:58  |
| 16. | Kalimba Blues                     | White                                                    | 0:35  |

## Classements et certifications

### Classements hebdomadaires
| Classement (1993–94)          | Meilleure position |
| ----------------------------- | ------------------ |
| États-Unis (Billboard 200)    | 39                 |
| États-Unis (Top R&B Albums)   | 8                  |
| Japon (Oricon)                | 18                 |
| Pays-Bas (Mega Album Top 100) | 29                 |
| Suède (Sverigetopplistan)     | 50                 |

### Certifications
| Région                                | Certification | Ventes/Streams |
| ------------------------------------- | ------------- | -------------- |
| Japon (RIAJ)                          | Or            | 100 000^       |
| ^Mise en rayon selon la certification |               |                |